# Пех, Лукаш
Лукаш Пех (чеш. Lukáš Pech; 19 сентября 1983, Йиглава, Чехословакия) — чешский хоккеист, центральный нападающий. Чемпион Чехии 2009 года. Сейчас играет в клубе чешской Экстралиги «Мотор Ческе-Будеёвице».

## Карьера
Лукаш Пех является воспитанником клуба «Дукла Йиглава». В Экстралиге дебютировал в составе «Карловых Вар». В 2009 году стал чемпионом Чехии, забросив золотой гол в финальной серии с пражской «Славией». С сезона 2013/14 на протяжении 8 лет играл за клуб «Спарта Прага». 1 мая 2021 года перешёл в команду «Мотор Ческе-Будеёвице».

## Достижения

### Командные
Чемпион Экстралиги 2009
 Серебряный призёр Экстралиги 2008 и 2016
 Финалист Лиги чемпионов 2017
 Бронзовый призёр Экстралиги 2014 и 2021

### Личные
- Лучший бомбардир Экстралиги 2017 (52 очка)

## Статистика
Обновлено на конец сезона 2020/2021
- Чешская экстралига — 939 игр, 624 очка (233+391)
- Сборная Чехии — 18 игр, 5 очков (2+3)
- Чешская первая лига — 77 игр, 48 очков (20+28)
- Чешская вторая лига — 8 игр, 10 очков (3+7)
- Лига чемпионов — 29 игр, 22 очка (9+13)
- Кубок Шпенглера — 8 игр, 5 очков (2+3)
- Европейский трофей — 6 игр, 4 очка (1+3)
- Всего за карьеру — 1085 игр, 718 очков (270+448)